# Выставка (Вологодская область)
Выставка — деревня в Великоустюгском районе Вологодской области.
Входит в состав Верхнешарденгского сельского поселения, с точки зрения административно-территориального деления — в Верхнешарденгский сельсовет.
Расстояние по автодороге до районного центра Великого Устюга — 52 км, до центра муниципального образования Верхней Шарденьги — 9 км. Ближайшие населённые пункты — Гора, Подволочье, Жуково.
По данным переписи в 2002 году постоянного населения не было.